# 1989년 로마프리타 지진
1989년 로마프리타 지진(1989 Loma Prieta earthquake)은 1989년 10월 17일 PST 기준 오후 5시 4분, 캘리포니아 캘리포니아 중부 해안에서 발생한 지진이다. 진앙은 샌타크루즈군의 니센 마크스 국립 삼림 공원에 있으며, 샌타크루즈 북동쪽으로 약 16 km 떨어진 샌앤드레이어스 단층대에 있으며 인근 로마프리타 봉의 이름을 따 산타크루즈 산맥의 이름을 따 명명되었다. Mw 규모 6.9, 최대 수정 메르칼리 진도 IX의 이 지진으로 63명이 사망하고 3,757명이 부상을 입었다. 샌앤드레이어스 단층대의 로마프리타 단층은 1906년 샌프란시스코 지진 이후 상대적으로 활동이 없었지만(지진공백역으로 지정될 정도였다), 1988년 6월과 1989년 8월에 두 번의 중규모 전진이 발생했다.
피해는 샌타크루즈군에서 심했고 남쪽의 몬터레이군에서는 덜했지만, 샌프란시스코반도와 만 건너편의 오클랜드를 포함하여 북쪽의 샌프란시스코 베이 에어리어까지 광범위하게 영향을 미쳤다. 지표 단층은 발생하지 않았지만, 특히 산타크루즈 산맥의 서밋 지역에서는 많은 지반 파괴와 산사태가 발생했다. 토양액상화 또한 심각한 문제였는데, 특히 큰 피해를 입은 샌프란시스코 마리나 지구에서 두드러졌지만, 동부만과 몬터레이만 해안에서도 그 영향이 관찰되었으며, 이곳에서는 비파괴적인 지진해일도 관측되었다.
이 지진은 베이 에어리어 팀인 샌프란시스코 자이언츠와 오클랜드 애슬레틱스가 겨루는 메이저 리그 베이스볼 연례 챔피언십 시리즈인 1989년 월드 시리즈의 전국 생방송 중에 발생했기 때문에 "월드 시리즈 지진"("World Series earthquake")이라고 불리기도 하며, 그 해 챔피언십 게임은 "지진 시리즈"라고 불리기도 한다. 캔들스틱 파크에서 경기가 시작될 예정이었기 때문에 베이 에어리어 고속도로의 출퇴근 시간 교통량은 평소보다 훨씬 적었으며, 이는 베이 에어리어의 주요 교통 구조물 여러 곳에서 치명적인 문제가 발생했음에도 불구하고 더 많은 인명 피해를 막을 수 있었다고 평가된다. 오클랜드의 2층 니미츠 고속도로 구간 붕괴는 이 사건에서 가장 많은 사상자가 발생한 곳이었지만, 인공 구조물 붕괴 및 기타 관련 사고로 인해 샌프란시스코, 로스가토스, 샌타크루즈에서도 사상자가 발생했다.

## 지질학적 환경
캘리포니아주의 지진 조사의 역사는 샌앤드레이어스 단층계에 주로 집중되었다. 이 단층계는 태평양판과 북아메리카판 사이의 경계로서 캘리포니아에 강한 영향을 미치기 때문이며, 지구상에서 가장 많이 연구된 단층이다. 캘리포니아 대학교 버클리의 지질학자 앤드루 로슨은 샌앤드레이어스호의 이름을 따 단층의 이름을 지었고(1906년 샌프란시스코 지진 발생 이전) 나중에 그 사건에 대한 조사를 이끌었다. 샌앤드레이어스 단층은 1906년 지진 동안 샌프란시스코 북쪽과 산타크루즈 산맥 지역 남쪽에서 470 km 길이로 파열되었다. 그 지역의 샌앤드레이어스 단층을 따라 큰 지진이 발생할 것이라는 여러 장기 예측이 1989년 이전에 공개되었지만(이 사건과 그 여진은 인식된 지진공백역 내에서 발생했다) 발생한 지진은 예상했던 지진이 아니었다. 1989년 로마프리타 지진은 샌앤드레이어스 단층에 인접한 이전에 발견되지 않은 사교단층형 역단층에서 발생했다.

### 예측

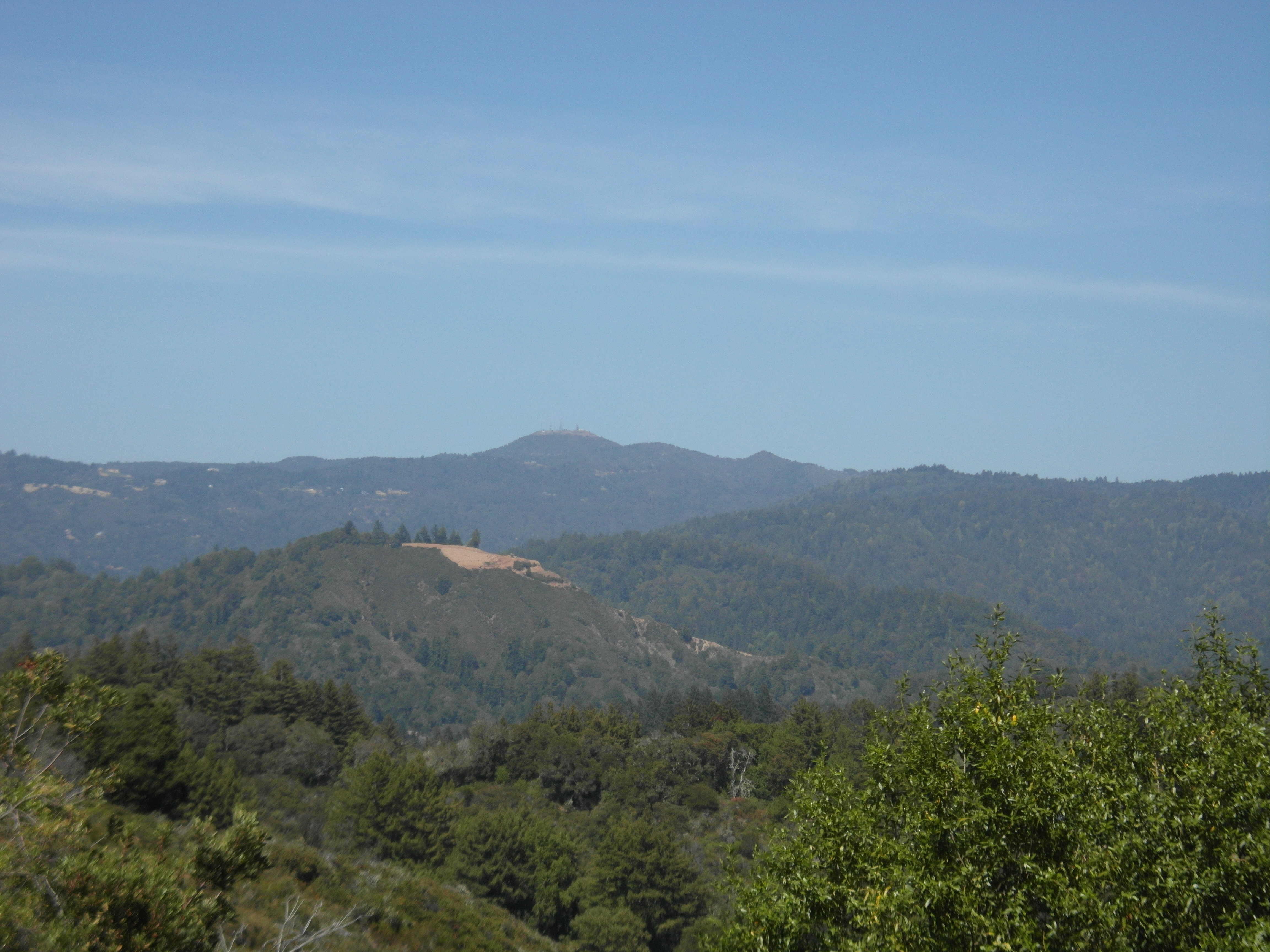
샌타크루즈 산맥의 로마프리타 봉우리

로마프리타 인근 지역에 대한 많은 예측이 제시되었기 때문에 지진학계는 1989년 10월의 지진에 놀라지 않았다. 1910년에서 1989년 사이에 20개의 다양한 예측이 발표되었는데, 일부는 지진의 여러 측면을 다루는 매우 구체적인 내용이었고, 다른 일부는 덜 완전하고 모호했다. 샌후안바우티스타 단층에서 M6.5, 샌프란시스코반도 단층에서 M7 지진이 발생할 것이라는 미국 지질조사국 (USGS) 지진학자 앨런 린드의 1983년 예측 파열 길이는 40 km이었으며(파하로 갭 근처에서 시작하여 북서쪽으로 계속됨), 이는 1989년 지진의 실제 파열 길이와 거의 일치했다. 1988년에 업데이트된 예측이 제시되었는데, 이때 린드는 샌후안바우티스타 단층에 새로운 이름인 로마프리타 단층을 부여했다.
1988년 초, 캘리포니아 지진 확률 실무단(WGCEP)은 362 km 길이의 북부 샌앤드레이어스 단층 구간, 90 km 길이의 샌프란시스코반도 구간, 그 구간의 30.3–35.4 km 구간으로 언급되는 산타크루즈 산맥 남부 구간에 대한 예측과 관련하여 여러 발표를 했다. 연구 지역에서 M7 이상의 지진이 하나 이상 발생할 30년 확률은 50%로 주어졌지만, 정보 부족과 낮은 신뢰도로 인해 산타크루즈 산맥 남부 구간에는 30%의 확률이 할당되었다. USGS에 의해 레이크 엘스만 지진이라고 불리는 두 번의 중간 규모 지진이 1988년 6월과 1989년 8월에 산타크루즈 산맥 지역에서 발생했다. 각 지진 이후, 주 비상 관리청은 (베이 지역 역사상 처음으로) 가능한 큰 지진에 대한 단기 권고를 발표했는데, 이는 "산타크루즈 산맥 구간 샌앤드레이어스 단층에서 M6.5 지진이 발생할 가능성이 약간 증가했다"는 의미였다. 두 레이크 엘스만 지진 이후의 권고는 WGCEP가 발표한 내용과 1914년 이후 1906년 지진 파열대에서 발생한 세 번째로 큰 지진 중 두 번째였기 때문에 부분적으로 발표되었다.

### 전진
1988년 6월의 ML 5.3 지진과 1989년 8월의 ML  5.4 지진도 이전에 알려지지 않은 경사 역단층에서 발생했으며, M6.9 로마프리타 본진의 진앙으로부터 3마일(4.8km) 이내에 샌앤드레이어스 단층과 사전트 단층의 교차점 근처에서 발생했다. 이 지진들의 총 변위는 상대적으로 작았고(약 10 cm의 주향이동과 훨씬 적은 역단층형 이동), 비록 별개의 단층에서 본진보다 훨씬 이전에 발생했지만 한 지진학자 연구진은 이들을 본진과의 발생 시점과 위치를 고려하여 이를 전진으로 간주했다. 각 지진의 여진 시퀀스와 응력 강하에 미치는 영향은 면밀히 조사되었으며, 이들의 연구는 이 지진이 본진의 파열 과정에 영향을 미쳤음을 보여주었다. 1989년 8월 8일 지진 이후 다가올 큰 지진에 대비하여 캘리포니아 대학교 샌타크루즈의 직원은 이 지역에 4개의 가속도계를 배치했는데, 이들은 UCSC 캠퍼스, 샌타크루즈의 두 주택, 로스가토스의 한 주택에 설치되었다. 다른 인근의 (고이득) 지진계가 큰 규모의 본진의 흔들림에 압도되어(눈금을 벗어나) 기록을 남기지 못했던 것과는 달리, 4개의 가속도계는 본진과 초기 여진 활동의 30분 이상 유용한 기록을 포착했다.
1988년 6월 27일 지진은 최대 진도 VI로 발생했다. 그 영향으로는 로스가토스의 창문이 깨지고, 홀리 시티에서는 우물에서 수량이 증가하는 등 기타 가벼운 피해가 있었다. 산타크루즈 산맥에서 멀리 떨어진 산타클라라 군의 2층 쇼핑몰인 서니베일 타운 센터의 주차 구조물에서 콘크리트 조각이 떨어졌다. 1989년 8월 8일 지진(진도 VII)으로 인해 쿠퍼티노, 로스가토스, 레드우드 이스테이츠에서 굴뚝이 무너지는 등 더 큰 피해가 발생했다. 다른 피해로는 벽과 기초의 균열, 지하 파이프 파손 등이 있었다. 로스가토스 시티 매니저 사무실의 창문은 이전 지진에서도 깨졌었다. 또한 로스가토스에서는 한 남자가 창문을 통해 떨어지거나 뛰어내려 5층 아래 지면에 부딪혀 사망했다.

## 지진
로마프리타 지진은 진앙 바로 동쪽에 위치한 산타크루즈 산맥의 로마프리타 봉우리의 이름을 따서 명명되었다. 산타크루즈 산맥에서 가장 심한 흔들림은 약 15초 동안 지속되었지만, 강진동 기록은 흔들림 지속 시간이 영향을 받은 지역 전체에서 균일하지 않았음을 보여주었다(서로 다른 종류와 두께의 흙 때문). 암석 지형의 지역에서는 지속 시간이 짧고 흔들림 강도가 훨씬 약했으며, 비고결 흙으로 이루어진(샌프란시스코의 마리나 지구 또는 오클랜드의 사이프러스 가도 고가도로와 같은) 지역에서는 흔들림 강도가 더 심했고 더 오래 지속되었다. 강진 기록은 또한 원인 단층을 결정하는 데 도움이 되었는데, 파열은 샌앤드레이어스 단층 시스템과 관련이 있었다.

진도 VIII에 해당하는 지역은 진앙에 상대적으로 가까운 광범위한 지역(로스가토스, 샌타크루즈, 왓슨빌 등의 도시 포함)을 포함했지만, 북쪽으로 멀리 떨어진 샌프란시스코 일부 지역은 진도 IX로 평가되었다. 71 km 이상 떨어진 샌프란시스코 베이 에어리어에서는 최대 수평 가속도가 0.26g에 달했으며, 진앙 근처에서는 0.6g를 넘었다. 일반적으로 지진의 여진 위치는 단층의 범위(지진학자 브루스 볼트에 따르면 약 39 km 길이)를 나타냈다. 파열이 양방향으로 발생했기 때문에 강한 흔들림의 지속 시간은 한 방향으로만 파열되었을 때의 약 절반에 불과했다. 비슷한 파열 길이를 가진 일반적인 M6.9 지진의 지속 시간은 약 두 배 정도 길었을 것이다.

### 특성

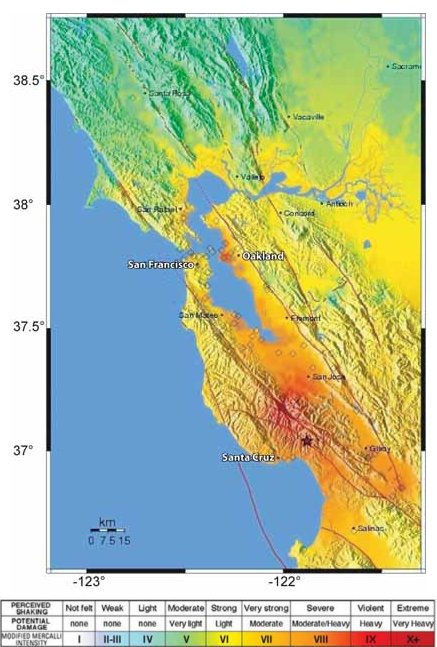
본진의 강도를 보여주는 USGS 흔들림 지도

스탠퍼드 대학교의 지진학자 그레고리 베로자는 1906년과 1989년 지진에 대해 몇 가지 특징을 밝혔다. 로마프리타 근처에서 1906년 지진은 파열 깊이가 얕고 주향이동이 더 많았으며, 단층은 거의 수직에 가까웠다. 1989년 지진의 경사-이동 파열은 남서쪽으로 70° 경사진 단층면에서 10 km 깊이 이하에서 발생했다. 1989년 지진의 미끄러짐 대부분이 깊은 곳에서 발생하고 파열이 경사를 따라 전파되었기 때문에 베로자는 상부의 샌앤드레이어스 단층이 실제로는 추가 파열을 억제했으며, 1988년 WGCEP가 예측한 위치에서 사건이 발생한 것은 우연이었다고 주장한다.
1906년과 1989년 지진의 대조적인 특징은 지진학자 가나모리 히로오와 사타케 겐지가 연구했다. 1989년 지진의 상당한 수직 변위는 중요한 고려 사항이었다. 왜냐하면 1989년 유형의 지진(80~100년의 재발 간격)이 장기적으로 발생하면 일반적으로 지형적 기복이 높은 지역이 되는데, 이는 산타크루즈 산맥에서는 보이지 않기 때문이다. 이러한 불일치를 설명할 수 있는 세 가지 시나리오가 제시되었다. 첫째는 샌앤드레이어스 단층의 기하학적 구조가 수천 년마다 전환을 겪는다는 것이다. 둘째, 미끄러짐 유형이 사건마다 다를 수 있다는 것이다. 마지막으로, 1989년 지진이 샌앤드레이어스 단층에서 발생하지 않았다는 것이다.

### 지면 효과
4년간의 가뭄이 산사태 발생 가능성을 제한했지만 진앙 근처의 가파른 지형은 움직임에 취약했으며, 지진 동안 최대 4,000건의 산사태가 발생했다고 추정된다. 산사태의 대부분은 진앙의 남서쪽, 특히 산타크루즈 산맥의 도로 절개지와 서밋 로드 지역, 태평양 해안의 벼랑을 따라서, 북쪽으로는 마린 반도까지 발생했다. 고속도로 17번은 큰 산사태로 몇 주 동안 폐쇄되었고 해안을 따라 발생한 낙석으로 한 명이 사망했다. 특정 흙 조건을 가진 다른 지역은 액상화의 영향으로 지반 증폭에 취약했으며, 특히 샌프란시스코만 해안(이곳에서는 마리나 지구에서 그 영향이 심각했다)과 진앙 서쪽의 강 및 기타 수역 근처에서 두드러졌다. 샌프란시스코만 해안과 남쪽 몬터레이만 근처에서도 경미한 측방 확장 현상이 관찰되었다. 다른 지면 효과로는 경사면 아래로의 이동, 슬럼프, 지면 균열이 포함되었다.

### 부상 및 사망자

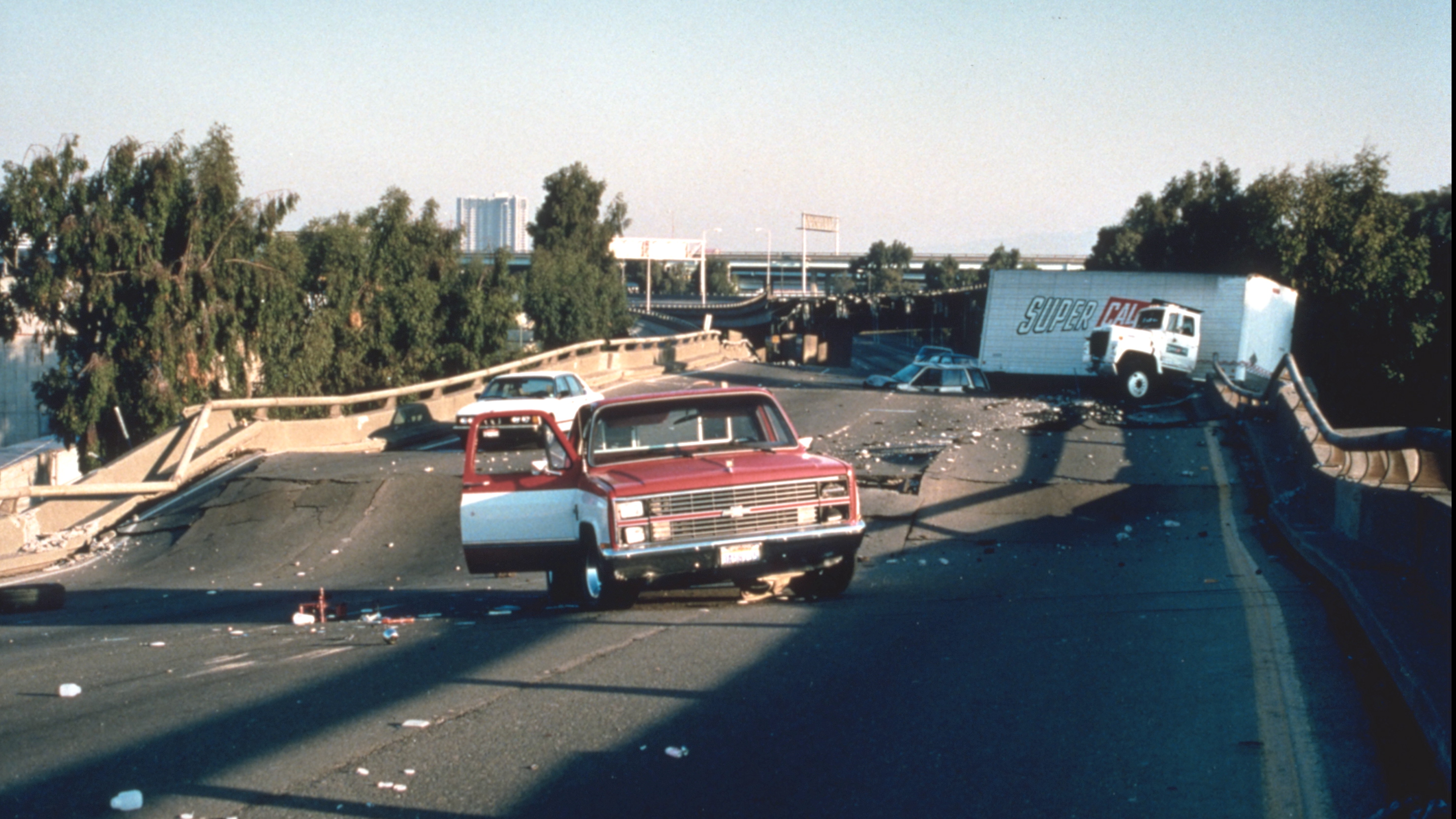
님미츠 고속도로 상층부가 하층부로 붕괴되어 연쇄 충돌이 발생한 모습

사망자 57명은 지진으로 직접 사망했고, 6명은 간접적으로 사망한 것으로 판명되었다. 또한 지진으로 3,757명이 부상을 입었으며, 이 중 400명은 중상이었다. 가장 많은 사망자(42명)가 발생한 곳은 오클랜드의 님미츠 고속도로 (주간고속도로 제880호선)의 사이프러스 가도 고가도로 붕괴로 발생했는데, 고속도로 이층 구간의 상층부가 무너져 하층부의 차량을 덮치고 상층부에서 충돌을 일으켰다. 샌프란시스코-오클랜드 베이 브리지의 15 m 구간도 붕괴되어 23세 여성 아나마피 모알라가 사망했다. 샌타크루즈의 퍼시픽 가든 몰 건물이 붕괴되어 3명이 사망했으며, 샌프란시스코 블루섬가에서 벽돌벽 붕괴로 5명이 사망했다.
지진이 발생했을 때 1989년 월드 시리즈 야구 챔피언십 3차전이 막 시작될 참이었다. 샌프란시스코 자이언츠와 오클랜드 애슬레틱스라는 월드 시리즈 두 팀 모두 피해 지역에 기반을 두고 있다는 특이한 상황 때문에 많은 사람들이 일찍 퇴근했거나 퇴근 후 단체 관람 및 파티에 참여하기 위해 늦게까지 머물렀다. 그 결과 평소 혼잡했던 고속도로는 예외적으로 한산했다. 만약 화요일 러시아워처럼 교통량이 정상적이었다면 부상자와 사망자는 분명히 더 많았다고 추정된다. 초기 언론 보도는 경기와 교통량의 상관관계를 고려하지 않아 사망자 수를 300명으로 추정했지만, 지진 발생 며칠 후 63명으로 수정되었다.

### 자기장 교란
지진이 발생한 후, 스탠퍼드 대학교의 앤서니 C. 프레이저-스미스가 이끄는 연구팀은 진앙에서 약 7.2 km 떨어진 코랄리토스에 설치된 센서로 측정된 배경 자기장 노이즈의 교란이 지진에 선행했다고 보고했다. 10월 5일부터 그들은 0.01~10 Hz 주파수 범위에서 상당한 노이즈 증가가 측정되었다고 보고했다. 측정 기기는 저주파 연구에 사용되던 단일 축 탐침 자기계였다. 노이즈의 전조 증가는 지진 발생 며칠 전부터 시작되었고, 지진 발생 약 3시간 전에는 0.01~0.5 Hz 범위의 노이즈가 매우 높은 수준으로 상승했다. 프레이저-스미스 외 보고서는 특정 지진 전조에 대한 가장 자주 인용되는 주장 중 하나로 남아 있지만, 최근 연구에선 그 연관성에 의문을 제기하며 코랄리토스 신호가 관련 없는 자기 교란이나 더 간단하게는 센서 시스템 오작동 때문이라고 설명하고 있다.

## 피해

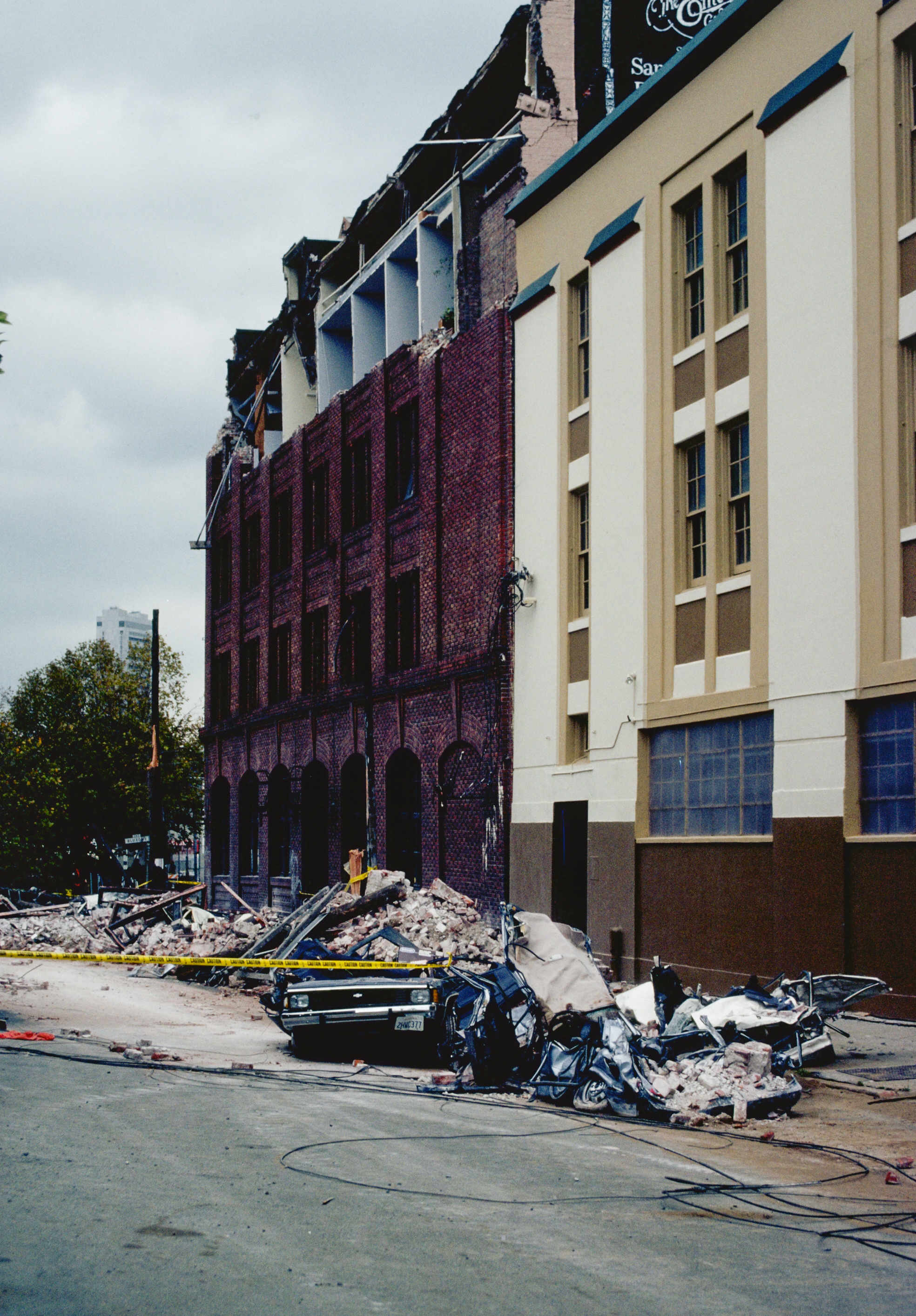
샌프란시스코 블럭솜과 타운센드 사이 6번가에서 벽돌 파사드가 보도와 도로로 무너지면서 5명이 사망했다.

지진으로 인해 베이 에어리어의 특정 지역, 특히 샌프란시스코와 오클랜드의 불안정한 토양에 심각한 피해가 발생했다. 오클랜드 시청은 지진 이후 1995년에 8천만 달러(오늘날 미화 $167만 달러에 해당) 규모의 내진 보강 및 위험 완화 작업이 완료될 때까지 대피했다. 앨러미다군, 샌머테이오군, 샌타클래라군, 샌베니토군, 샌타크루즈 및 몬터레이군에 위치한 이 지역의 많은 다른 지역사회는 심각한 피해를 입었다. 진앙에서 60 mi (97 km) 떨어진 샌프란시스코 마리나 지구의 주요 재산 피해는 해안가 부지를 조성하는 데 사용된 흙의 액상화로 인해 발생했다. 다른 영향으로는 모래 화산, 산사태 및 지반 파열이 포함되었다. 약 12,000채의 주택과 2,600개의 사업체가 피해를 입었다. 미국 연방재난관리청(FEMA)은 지진 이전에 노숙자였던 사람들은 노숙자 보호소에서 내보내고, 지진 이전에 집이 있던 사람들에게만 피난처를 제공했다.
진앙에 가까운 샌타크루즈에서는 건물 40채가 붕괴되어 6명이 사망했다. 샌타크루즈 비치 보드워크에서는 플런지 빌딩이 심하게 손상되었다. 액상화는 왓슨빌 지역에도 피해를 입혔다. 예를 들어, 파자로 근처의 들판과 딸기밭에서 모래 화산이 형성되었다. 왓슨빌에 있는 포드 백화점은 건물 전면에 금이 가는 등 상당한 피해를 입었다. 기초에 고정되지 않은 많은 주택이 제자리에서 벗어났다. 왓슨빌 근처의 스트루브 슬루프를 가로지르는 쌍둥이 다리가 구조적으로 파손되었다. 모스 랜딩에서는 액상화로 인해 모스 비치 접근 도로가 조간 분지를 가로지르는 둑길이 파괴되었고, 모스 랜딩 스핏을 본토와 연결하는 다리의 진입로와 교대가 손상되었으며, 폴스 아일랜드의 포장 도로에 금이 갔다. 살리나스 시의 구시가지 역사 지구에서는 무보강 벽돌 건물이 부분적으로 파괴되었다.
지진 발생 후 약 140만 명이 정전 피해를 입었으며, 이는 주로 손상된 변전소 때문이었다. 많은 샌프란시스코 라디오 및 텔레비전 방송국이 일시적으로 방송이 중단되었다. 샌프란시스코의 지역 ABC 방송국인 KGO-TV는 약 15분 동안 방송이 중단되었고, KRON-TV (당시 이 지역의 NBC 계열사)는 약 30분 동안 방송이 중단되었으며, KGO-AM (ABC 뉴스)는 약 40분 동안 방송이 중단되었다. 지진 발생 약 1시간 40분 후, 폭스 계열사인 KTVU는 뉴 앵커인 데니스 리치먼드와 일레인 코럴이 방송국 주차장에서 보도하는 가운데 방송을 재개했다. KCBS-AM (CBS 뉴스)는 즉시 백업 전원으로 전환하여 이후 발전기 고장에도 불구하고 방송을 유지했다. KCBS는 나중에 KGO-TV와 함께 뉴스 보도로 피바디상을 수상했다.
KNBR-AM (당시 베이 에어리어의 긴급 방송 체계 지정 방송국)은 지진 후 긴급 방송 시스템의 활성화 및 지시를 대중에게 전달하는 데 실패했는데, KNBR의 엔지니어링 부서가 심각한 기술적 오작동과 어려움을 겪었기 때문이었다. 지진 발생 후의 오작동은 지진이 긴급 방송 시스템을 활성화시킬지 여부에 대한 혼란을 야기했다. KNBR은 지진으로 인해 근처 스튜디오가 심하게 흔들렸을 때, 대부분의 KNBR 직원이 캔들스틱 파크에서 월드 시리즈를 보고 있을 때, 비상 발전기를 사용하여 지휘 센터에서 신호를 연결하기 시작했다. 아트 아그노스 샌프란시스코 시장은 나중에 방송에 출연하여 지진에 대한 최신 정보를 제공했다.
네트워크 계열 TV 방송국 4곳(KRON, KGO, KTVU, CBS 계열 KPIX) 모두 지진 피해 속보를 몇 시간 동안 계속해서 방송할 수 있을 만큼 복구되었으며, 이 중 일부는 각 네트워크와 CNN을 통해 전국적으로 방송되었는데, 이는 1994년 로스앤젤레스 지진과 9·11 테러와 같은 이후의 주요 재난을 예상하는 방식이었다.
샌프란시스코의 대부분 지역은 자정까지 전력이 복구되었고, 12,000명의 고객을 제외한 모든 고객은 이틀 내에 전력이 복구되었다.
지진으로 인한 재산 피해액은 약 60억 달러(오늘날 $13억 달러에 해당)로 추산되며, 당시 미국 역사상 가장 비싼 자연재해 중 하나로 기록되었다. 구호 활동을 위한 민간 기부금이 쏟아졌고, 10월 26일 조지 H. W. 부시 대통령은 캘리포니아에 11억 달러(오늘날 $2.3억 달러에 해당)의 지진 구호 패키지에 서명했다.

### 마리나 지구

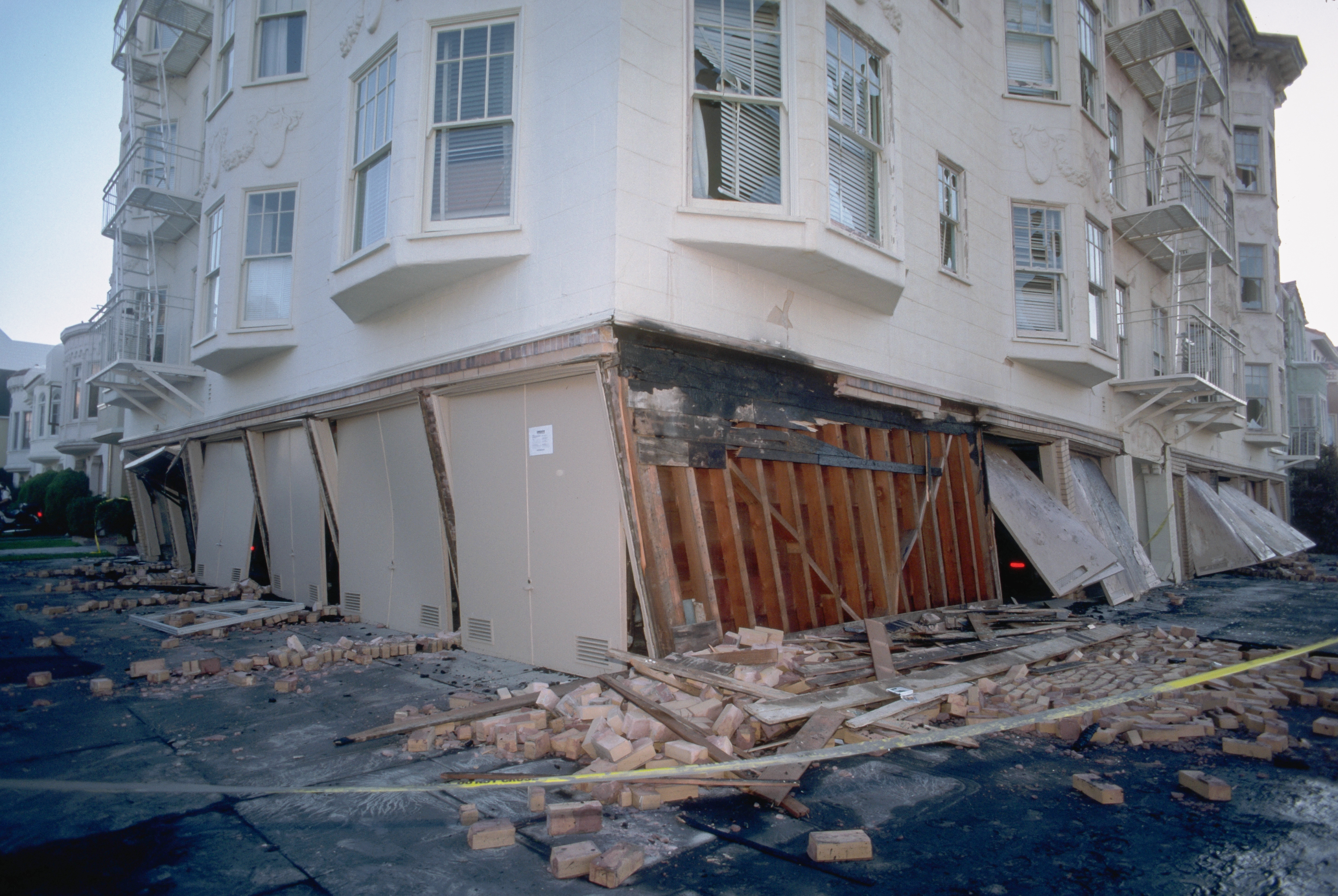
마리나 지구의 비치와 디비사데로에 있는 건물이 붕괴된 차고 지지대 위에 내려앉았다.

샌프란시스코 마리나 지구에서는 4명이 사망하고, 4개 건물이 화재로 파괴되었으며, 7개 건물이 붕괴되었다. 또 다른 63개 손상된 건물은 거주하기에 너무 위험하다고 판단되었다. 4명의 사망자 중 한 가족은 붕괴된 아파트에 1시간 동안 갇혀 있다가 먼지에 질식해 영아 아들을 잃었다.
마리나 지구는 모래, 흙, 잔해, 쓰레기 및 높은 비율의 지하수를 포함하는 기타 물질이 혼합된 간척으로 건설되었다. 일부 흙은 1906년 샌프란시스코 지진 이후 샌프란시스코만에 버려진 잔해였지만, 대부분은 1915년 파나마-태평양 국제 박람회를 위해 깔린 모래와 잔해였는데, 이 박람회는 1906년 재앙 이후 샌프란시스코의 회복 능력을 기념하는 행사였다. 박람회 이후, 간척지에는 아파트 건물이 세워졌다. 1989년 지진에서 물에 포화된 비고결 진흙, 모래 및 잔해는 액상화를 겪었고, 지진의 수직 충격파는 지면을 더욱 심하게 흔들었다.

샌프란시스코의 비치와 디비사데로 스트리트 교차로에서 천연가스 본관 파열로 대규모 화재가 발생했다. 샌프란시스코 소방서는 근처 소화전 시스템이 작동하지 않았기 때문에 멀리서 소방 호스를 작동시키는 것을 돕기 위해 시민들을 선택했다. 만이 불타는 건물에서 불과 두 블록 떨어져 있었기 때문에, 소방선 피닉스에서 만물을 펌프하여 해안의 엔진으로 보낸 다음 불에 뿌렸다. 붕괴된 아파트 건물은 1층 차고가 포함된 오래된 건물이었는데, 기술자는 이를 필로티 건물이라고 부른다.

### 샌타크루즈 및 몬터레이군

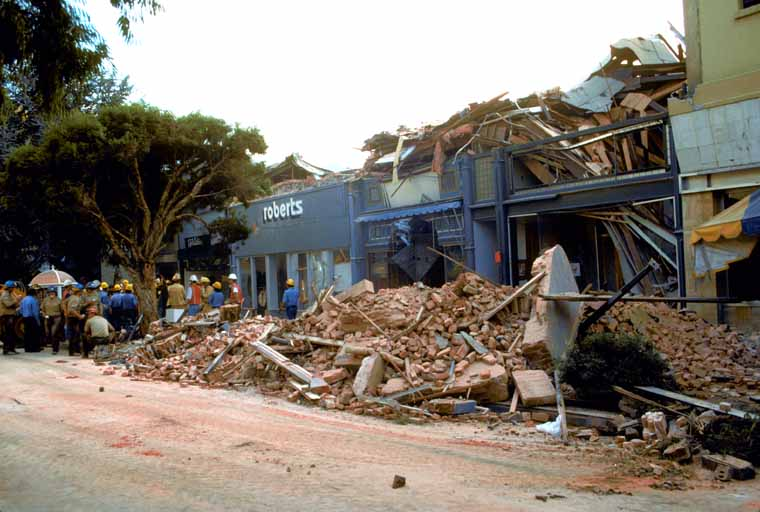
샌타크루즈의 유서 깊은 태평양 가든 몰은 심한 피해를 입었으며, 3명이 사망했다.

샌타크루즈에서는 태평양 가든 몰이 심하게 손상되었고, 낙하물로 인해 3명이 사망했는데, 이는 샌타크루즈와 몬터레이군에서 발생한 6명의 지진 사망자 중 절반에 해당한다. 약 31개의 건물이 철거해야 할 정도로 손상되었으며, 그 중 7개는 샌타크루즈 역사 건물 조사에 등재되어 있었다. 가장 오래된 4개 건물은 1894년에 지어졌으며, 가장 오래된 5개 건물은 1906년 샌프란시스코 지진에도 견뎌냈다.
즉시 수많은 시민들이 포드 백화점과 샌타크루즈 커피 로스팅 컴퍼니의 잔해 속에서 희생자들을 구하기 시작했다. 두 건물 모두 고객과 직원 위로 무너져 내렸다. 두 명의 경찰관이 잔해 속 빈 공간을 기어들어가 커피 하우스 안에서 한 명의 생존자와 한 명의 사망자를 발견했다. 샌타크루즈 해변 구조대원이 희생자를 옮기는 것을 도왔다. 다른 희생자를 찾기 위해 경찰견이 투입되었다. 한 여성은 포드 백화점 안에서 사망한 채 발견되었다. 처음에 도움이 되었던 시민은 곧 경찰과 소방 공무원들에게 작전의 방해가 되는 것으로 여겨졌는데, 커피 하우스 직원의 미친 동료들과 친구들이 잔해 아래 갇혔다고 생각하며 어둠 속에서 계속 노력을 기울였기 때문이었다. 경찰은 수색을 거부하는 사람들을 체포했다. 이는 다음 날 정치적 문제로 비화되었다. 젊은 여성 커피점 직원의 시신은 다음 날 늦게 무너진 벽 아래에서 발견되었다.
지진 발생 후 첫 며칠 동안 대부분의 샌타크루즈군 가입자는 전력 공급이 중단되었고, 일부 지역은 물이 없었다. 제한된 전화 서비스는 계속 유지되어 구조대원들에게 중요한 연결 고리를 제공했다. 무너진 건물 잔해 속에서 가능한 희생자들을 찾기 위한 광범위한 수색 작전이 조직되었다. 최대 6개 팀의 개와 조련사들이 희생자가 없는 수많은 손상된 건물을 식별하는 데 투입되었다.
지진은 왓슨빌에서 한 명의 생명을 앗아갔다. 붕괴된 마구간을 탈출한 겁에 질린 말들과 충돌한 운전자였다. 볼더크리크와 모스랜딩과 같은 다른 샌타크루즈 및 몬터레이군 지역에서는 여러 건물이 손상되었고, 일부는 기초에서 떨어져 나갔다. 많은 주민이 여진으로 인한 추가 피해를 우려하여 집 밖에서 잠을 잤는데, 다음 24시간 동안 규모 3.0 이상의 여진이 51회 발생했고, 이틀째에는 16회가 추가로 발생했다. 지진으로 인해 살리나스의 구시가지 지역에 있는 여러 유서 깊은 건물이 손상되었고, 일부는 나중에 철거되었다.
살리나스강 철도 교량의 손상과 이후의 보수로 인해 몬터레이 지선의 교통량이 감소하여 서부 몬터레이군에서 화물 철도 서비스가 중단되는 데 영향을 주었다.

### 샌프란시스코-오클랜드 베이 브리지

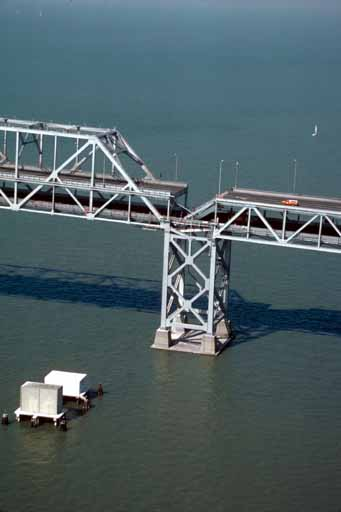
샌프란시스코-오클랜드 베이 브리지 상층부 구간 붕괴로 1명이 사망했다.

샌프란시스코-오클랜드 베이 브리지는 동쪽 캔틸레버 쪽 상층부 23x15 m 구간이 아래층으로 떨어져 심각한 피해를 입었다. 지진으로 인해 다리의 오클랜드 쪽이 동쪽으로 18 cm 이동했으며, 한 구간의 볼트가 전단되어 250톤(230,000kg)의 도로면이 덫처럼 무너져 내렸다. 두 층의 교통은 도로면 구간이 막히면서 끊어졌다. 경찰은 교통 체증을 풀기 시작했고, 운전자에게 차를 돌려 왔던 길로 돌아가라고 지시했다. 붕괴 지점과 예르바 부에나 섬 사이에 아래층에 갇힌 동행 운전자는 위층으로 올라가 서쪽으로 샌프란시스코로 돌아갔다. 예르바 부에나 섬의 비상 구조대원의 오해로 일부 운전자는 잘못된 길로 안내받았다. 그들은 위층으로 안내되어 동쪽으로 붕괴 지점을 향해 운전했다. 이 운전자 중 한 명은 열린 틈을 제때 보지 못했고, 1980년형 머큐리 제퍼가 가장자리로 추락하여 붕괴된 도로면에 부딪혔다. 운전자 아나마피 모알라(Anamafi Moala)는 사망했고, 동승자였던 그녀의 오빠는 중상을 입었다. 가족은 모알라의 죽음에 대한 주정부의 역할에 대해 소송을 제기했다. 캘리포니아주 교통국은 붕괴된 구간을 제거하고 교체하여 11월 18일에 다리를 재개통했다.
베이 브리지 수리 기간 동안 교통을 돕기 위해 BART는 지진 발생일부터 그 해 12월 3일까지 트랜스베이 튜브에서 24시간 서비스를 운영했다.

### 오클랜드와 인터스테이트 880/사이프러스 고가도로
지진으로 인한 최악의 재앙은 웨스트 오클랜드의 주간고속도로 제880호선의 2층 사이프러스 가도 고가도로 붕괴였다. "사이프러스 구조물" 및 "사이프러스 고속도로"로도 알려진 2.01 km 구간의 붕괴는 42명의 사망자와 더 많은 부상자를 발생시켰다.
1950년대 후반에 건설되어 1957년에 개통된 사이프러스 가도 고가도로(SR 17로 알려짐)는 오클랜드의 사이프러스 가도 위와 옆에 건설된 비연성 철근 콘크리트로 만들어진 2층 고속도로 구간이었다. 사이프러스 고가도로가 건설된 부지의 약 절반은 매립된 소택지였고, 나머지 절반은 다소 안정적인 충적층이었다. 1971년 샌페르난도 지진 이후 도입된 새로운 고속도로 구조물 설계 지침(연성 건설 요소 요구사항)에 따라, 1977년에 사이프러스 고가도로에 제한적인 지진 보강이 이루어졌다. 추가된 요소는 박스 거더 스팬의 횡방향 팽창 조인트에 대한 종방향 구속물이었지만, 사이프러스 고가도로에 특정한 가능한 파괴 모드에 대한 연구는 이루어지지 않았다. 캘리포니아주 교통국은 이후 구조물을 철저히 연구하지 않은 것에 대해 광범위한 비난을 받았다. 지진이 발생했을 때, 이전 소택지에서 흔들림이 증폭되었고, 토양액상화가 발생했다.
지진이 발생하자 고속도로는 버클과 뒤틀리다가 지지 기둥이 무너져 상층부가 하층부로 떨어졌다. 42명이 차량 안에서 깔려 죽었다. 상층부의 차량들은 격렬하게 던져졌고, 일부는 옆으로 뒤집혔으며, 일부는 고속도로 가장자리에 매달려 있었다. 인근 주민들과 공장 노동자가 사다리와 지게차로 잔해 위로 올라가 일부 구간의 1.2 m 틈새에서 갇힌 사람들을 차량에서 끌어냈다. 오클랜드 공공사업국의 60명 직원이 인근 시립 야드에서 나와 구조 작업에 합류했다. 퍼시픽 파이프의 직원들은 중장비를 현장으로 가져와 떨어진 고속도로 구간을 충분히 들어 올려 추가 구조 작업을 가능하게 했다. 현지 노동자는 1989년 10월 21일까지 자원 봉사 작업을 쉬지 않고 계속했는데, 그때 조지 H. W. 부시 미국 대통령과 조지 듀크메지안 캘리포니아 주지사가 피해 현장을 시찰하는 동안 잠시 중단해야 했다. 같은 날, 생존자 벅 헬름은 90시간 동안 차 안에 갇혀 있다가 잔해 속에서 구조되었다. 현지 라디오 방송국에서 "럭키 벅"으로 불렸던 헬름은 생명 유지 장치를 달고 29일을 더 살았지만, 58세의 나이로 호흡 부전으로 사망했다.
고속도로는 1997년에서 1999년 사이에 단계적으로 재개통되었지만, 안전 및 보강 기준을 준수하기 위해 2001년이 되어서야 완전히 재건되었다. 그 동안 교통량은 인근 주간고속도로 제980호선으로 우회되어 혼잡이 증가했다. 캘리포니아주 교통국은 기존 고속도로 부지에 인터스테이트 880호선을 재건하는 대신, 웨스트 오클랜드 외곽을 따라 서쪽으로 더 멀리 우회시켜 오클랜드 항과 샌프란시스코-오클랜드 베이 브리지에 대한 접근성을 높이고, 고속도로가 주거 지역을 가로지르는 것을 막으려는 지역 사회의 바람을 충족시켰다(원래 고가도로가 건설될 당시 웨스트 오클랜드는 주로 아프리카계 미국인과 히스패닉계 미국인이 거주했다). 지면 수준의 만델라 파크웨이는 현재 사이프러스 구조물의 이전 도로 부지를 차지하고 있다.

### 교통에 미친 영향
| 규모                         | 날짜 (UTC)      | 연도 |
| ---------------------------- | --------------- | ---- |
| 4.3 ML                       | 10월 18일 00:38 | 1989 |
| 5.2 ML                       | 10월 18일 00:41 | 1989 |
| 4.0 ML                       | 10월 18일 02:26 | 1989 |
| 4.1 ML                       | 10월 18일 03:30 | 1989 |
| 4.2 ML                       | 10월 18일 04:50 | 1989 |
| 4.2 ML                       | 10월 18일 05:18 | 1989 |
| 4.3 ML                       | 10월 18일 10:22 | 1989 |
| 4.3 ML                       | 10월 19일 9:53  | 1989 |
| 4.2 ML                       | 10월 21일 10:22 | 1989 |
| 4.7 ML                       | 10월 21일 22:14 | 1989 |
| 4.3 ML                       | 11월 2일 05:50  | 1989 |
| 4.3 ML                       | 4월 18일 13:37  | 1990 |
| 4.5 ML                       | 4월 18일 13:41  | 1990 |
| 5.4 ML                       | 4월 18일 13:53  | 1990 |
| 4.2 ML                       | 4월 18일 14:52  | 1990 |
| 4.2 ML                       | 4월 18일 15:28  | 1990 |
| 4.5 ML                       | 3월 24일 03:42  | 1991 |
| Dietz & Ellsworth 1997, 43쪽 |                 |      |

지진 직후, 베이 지역 공항은 육안 검사 및 피해 평가 절차를 수행하기 위해 폐쇄되었다. 산호세 국제공항, 오클랜드 국제공항, 샌프란시스코 국제공항은 모두 다음날 아침에 개장했다. 오클랜드 활주로와 유도로의 큰 균열로 인해 사용 가능한 길이가 평소의 3분의 2로 줄어들었고, 제방 손상으로 인해 만의 물이 활주로로 넘치는 것을 막기 위한 신속한 복구가 필요했다. 오클랜드 공항 수리 비용은 3천만 달러(현재 가치 $66만 달러)로 평가되었다.
샌프란시스코 시영 철도 (Muni)는 지진 발생 시 전기 교통 시스템의 모든 전력이 끊겼지만, 그 외에는 거의 피해가 없었고 운영자나 승객의 부상도 없었다. 샌프란시스코 케이블카와 전철 및 버스는 제자리에 멈춰섰다. Muni의 수송 능력 절반이 12시간 동안 상실되었다. Muni는 그날 밤 나중에 전기가 복구되고 10월 18일 아침에 전기 장치를 점검하고 서비스 준비를 마칠 때까지 약식 서비스를 계속하기 위해 디젤 버스에 의존했다. 78시간 후, 케이블카를 포함한 Muni 서비스의 96%가 다시 운영되었다. 암트랙의 캘리포니아 제퍼를 이용한 오클랜드 시외 철도 서비스는 계속되었지만, 코스트 스타라이트는 서던 퍼시픽의 유니언 퍼시픽 철도 코스트 선 손상으로 인해 살리나스 북쪽에서 일시적으로 중단되었다.
지진은 베이 지역의 자동차 교통 환경을 변화시켰다. 지진은 베이 지역의 모든 교량에 내진 보강을 강제했을 뿐만 아니라, 지역 고속도로 일부를 철거해야 할 만큼 큰 피해를 입혔다. 지역 교통 시스템의 피해액은 18억 달러(현재 가치 $3.8억 달러)로 추정되었다.
- 샌프란시스코-오클랜드 베이 브리지, 주간고속도로 제80호선: 베이 브리지는 한 달 만에 수리되어 차량 통행이 재개되었다. 그러나 지진은 캘리포니아의 많은 유료 교량처럼 베이 브리지도 장기적인 생존 가능성과 안전을 위해 대규모 수리 또는 교체가 필요하다는 것을 명확히 보여주었다. 동부 구간 교체 공사는 2002년 1월 29일에 시작되었다. 이 프로젝트는 2013년 9월 2일에 완료되었다.[84]
- 사이프러스 가도 고가도로/님미츠 고속도로, 주간고속도로 제880호선: 2.86 km 길이의 2층 사이프러스 가도 고가도로, 인터스테이트 880호선은 지진 직후 철거되었으며, 1997년 7월까지 재건되지 않았다(베이 브리지로 향하는 구간만 해당되며, 인터스테이트 80호선 동쪽으로의 램프는 1999년에 개통되었음에도 불구하고 2001년까지 완료되지 않았다). 교체된 고속도로 구간은 2층 구조가 아닌 단일층 구조이며, 사이프러스 가도 고가도로처럼 웨스트 오클랜드를 양분하지 않고 외곽을 우회하도록 재배치되었다. 사이프러스 가도 고가도로의 이전 노선은 지면 수준의 만델라 파크웨이로 재개통되었다.[85]
- 엠바카데로 고속도로, 주도 제480호선: 지진 피해로 인해 샌프란시스코의 미완성이며 논란이 많았던 엠바카데로 고속도로(주도 제480호선)는 폐쇄 및 철거되었다. 이 철거로 샌프란시스코의 엠바카데로 지역은 새로운 개발에 개방되었다. 샌프란시스코 해안가를 따라 이어지던 고가 구조물은 1991년에 철거되었고 나중에 지면 수준의 대로로 대체되었다.
- 주간고속도로 제280호선: 지진 피해로 인해 샌프란시스코의 인터스테이트 280호선(US 101 북쪽)도 장기 폐쇄되었는데, 이 콘크리트 고속도로는 원래 계획된 노선으로 완성된 적이 없었다. I-280의 미완성된 최북단 스텁은 1995년 8월부터 10월 사이에 철거되었고,[86] 북행 I-280과 남행 US 101을 연결하는 램프는 1995년 12월에 개통되었다.[87] I-280 전체 프로젝트는 1997년 말에 완료되었다.[88] 또한 로스 알토스에 있는 주도 제85호선 근처의 인터스테이트 280호선의 다른 구간도 지진 피해를 입어 나중에 수리되었다.[89]
- 중앙 고속도로, 미국 국도 제101호선: 샌프란시스코의 중앙 고속도로(US 101의 일부이자 베이 브리지 고가도로의 주요 연결로)는 안전 문제로 인해 철거 대상이 된 또 다른 콘크리트 2층 구조물이었다. 원래 샌프란시스코의 시빅 센터 근처 프랭클린 스트리트와 골든 게이트 애비뉴에서 끝났던 이 도로는 펠 스트리트 너머의 구간이 먼저 철거되었고, 나중에 미션 스트리트와 펠 스트리트 사이의 구간이 철거되었다. 미션 스트리트에서 마켓 스트리트까지의 구간은 단일층 고가도로로 재건되었고(2005년 9월 완공), 마켓 스트리트에서 내려와 옥타비아 대로로 연결되었다. 옥타비아 대로_는 옛 고가도로가 직접 연결했던 샌프란시스코의 주요 교통 동맥(도시 서부 지역을 담당하는 펠 스트리트와 오크 스트리트, 북부 지역과 금문교를 담당하는 프랭클린 스트리트와 고흐 스트리트 포함)으로 차량을 연결하는 지면 수준의 도시 공원 도로이다.

- 주도 제17호선: 42 km 길이의 고속도로 절반 이상이 스코츠 밸리의 그래닛 크릭 로드와 로스 가토스의 주도 제9호선 사이에서 발생한 산사태로 인해 약 1~2개월 동안 폐쇄되었다(버스 및 3명 이상 카풀 차량만 통행 가능). 재개통 후, 추가 산사태/낙석 방지를 위해 손상된 지역에 옹벽과 철조망이 추가되었다. 이 도로는 지진의 진앙 근처인 산타크루즈 산맥에서 샌앤드레이어스 단층을 가로지른다.
- 카브릴로 고속도로, 주도 제1호선: 왓슨빌에서는 스트루브 습지 다리가 붕괴되어 콘크리트/강철 지지 기둥이 다리 상판을 뚫고 올라왔다. 이 고속도로는 철거 및 재건될 때까지 몇 달 동안 폐쇄되었다(통근자들은 SR 152와 SR 129를 우회 도로로 이용했다). 몬터레이를 통과하는 고속도로 1번의 다른 구간도 손상되어 재건해야 했다. 또한 고속도로 156번과 포트 오드 근처의 살리나스강을 가로지르는 고속도로 1번의 교량도 손상되어 나중에 재건되었다.
- BART: 트랜스베이 튜브를 통해 이스트 베이와 샌프란시스코 간 통근자를 수송하는 BART 철도 시스템은 거의 손상되지 않았고, 지진 후 점검을 위해 잠시 폐쇄되었을 뿐이다. 베이 브리지가 손상으로 폐쇄되자 트랜스베이 튜브는 한 달 동안 오클랜드를 통해 샌프란시스코로 가는 가장 빠른 방법이 되었고, 지진 후 3주 동안 승객 수가 증가하여 평일 평균 21만 8천 명에서 지진 후 33만 명 이상으로 50% 증가했다.[49] BART는 12월 3일에 정상 스케줄로 돌아올 때까지 24시간 열차 서비스를 시행했다.[49] 2006년에 BART는 13억 달러 규모의 지진 안전 프로그램을 시작하여 터널, 고가 구조물 및 역을 보강했으며, 이 프로그램은 2024년 9월에 완료되었다.[90]
- 암트랙: 오클랜드의 유서 깊은 16번가역은 심각한 피해를 입어 구조적으로 불안정해졌다. 암트랙은 오클랜드 운영을 에머리빌의 새로운 역으로 이전했다.[91]
- 트랜스베이 페리: 수십 년 전 중단되었던 샌프란시스코와 오클랜드 간의 페리 서비스는 베이 브리지의 한 달간 폐쇄 기간 동안 과밀한 BART의 대안으로 부활했다. 앨러미다에 페리 터미널이 건설되었고, 미국 육군 공병대는 버클리 마리나에 적합한 페리 선착장을 준설했다.[92] 또한, 지진으로 손상된 엠바카데로 고속도로의 철거는 페리 빌딩 터미널의 개조로 이어져 반도로의 페리 서비스 효율성을 높였다. 승객 전용 서비스는 인기를 얻어 계속 확장되고 있다. 이 지역의 도로와 터널이 비상 시 통행 불능 상태가 될 경우 강력한 페리 시스템의 필요성으로 인해 샌프란시스코 베이 페리 시스템이 탄생했다.[93]

## 1989년 월드 시리즈와 TV 보도
1989년 월드 시리즈는 오클랜드 애슬레틱스와 샌프란시스코 자이언츠가 1956년 이후 첫 크로스 타운 월드 시리즈에서 맞붙었다. 시리즈 3차전은 10월 17일 샌프란시스코 캔들스틱 파크에서 오후 5시 35분 PDT에 시작될 예정이었고, 미국 텔레비전 네트워크 ABC는 오후 5시 PDT에 프리 게임 쇼를 시작했다. 지진이 오후 5시 4분경 PDT에 발생했을 때, 스포츠 캐스터 팀 매카버는 이틀 전 베이 브리지 건너편 오클랜드에서 열린 2차전의 녹화 하이라이트를 해설하고 있었다. 텔레비전 시청자들은 비디오 신호가 깨지기 시작하는 것을 보았고, 매카버가 흔들림에 주의가 산만해져 한 문장을 반복하는 것을 들었으며, 매카버의 동료인 앨 마이클스가 "내가 말하건대, 우리는 지진을 겪고 있습니다 - "라고 외치는 것을 들었다. 그 순간 캔들스틱 파크에서의 신호는 끊겼다.
네트워크는 비디오 피드를 복구하려고 애쓰는 동안 녹색 ABC 스포츠 "월드 시리즈" 기술 문제 텔롭 그래픽을 띄웠지만(방송 카메라와 마이크는 현지 전원 공급 장치로 작동하고 있었다), 13초 후 전화 연결을 통해 경기장 오디오가 복구되었다.

앨 마이클스: 글쎄, 헤, 우리가 방송 중인지는 모르겠지만... 광고 시간인 것 같네요.
짐 팔머: 네, 네, 들립니다.
팀 매카버: 제 생각에는...
마이클스: 아무것도 들리지 않아요.
매카버: 제 생각에는 데이브 파커가...
마이클스: 글쎄, 헤, 우리가 방송 중인지는 모르겠고, 지금 이 순간에는 신경 쓰지 않지만, 우리는 방송 중입니다. 여러분, 이것은 텔레비전 역사상 가장 위대한 오프닝입니다! 틀림없습니다!
매카버: 쾅 하고 시작했군요!
마이클스: 네, 정말 그렇습니다! 헤! 우리는 아직 여기 있습니다! 헤! 우리는 아직, 우리가 알기로는, 방송 중이고, 여러분은 우리를 듣고 계실 겁니다. 비록 영상도 없고 오디오도 돌아오지 않지만, 잠시 후 샌프란시스코에서 다시 돌아오겠습니다.

다른 곳의 피해를 전혀 알지 못하는 팬의 흥분과 공포가 뒤섞인 비명이 배경에서 들렸다. ABC는 원격 방송 장비에 전력을 복구하려 시도하는 동안, 로잔느 아줌마와 케빈은 열두살 에피소드를 우천 지연 상황에 대비하여 준비된 에피소드로 전환했다. 지진에 대한 첫 TV 뉴스 보도는 기자 마크 쿠건이 KABC-TV 로스앤젤레스에서 오후 5시 11분 PDT에 보도했다. 샌프란시스코의 ABC 직영 방송국인 KGO-TV는 지진 시작과 함께 거의 15분 동안 전력이 끊겼으며, 이후 앵커 셰릴 제닝스와 함께 보도를 시작했다.
테드 코펠 앵커가 워싱턴 D.C.에 자리 잡자, ABC 뉴스는 오후 5시 32분 PDT에 지진에 대한 연속 보도를 시작했으며, 앨 마이클스는 사실상 ABC의 현장 특파원이 되었다. CBS 뉴스도 비슷한 시각에 샌프란시스코 제휴사인 KPIX-TV의 보도를 통해 보도를 시작했다. 약 한 시간 후, NBC 뉴스도 톰 브로카우가 앵커를 맡고 당시 샌프란시스코 제휴사인 KRON-TV의 현지 보도를 특징으로 하는 연속 보도를 시작했다. 굿이어 블림프는 이미 야구 경기를 취재하기 위해 상공에 있었고, ABC는 이를 이용해 베이 브리지 및 다른 지역의 피해 이미지를 포착했다. 지역 폭스 방송 제휴사인 KTVU는 90분 이상 방송이 중단된 후 방송국 원격 트럭 중 하나에서 제공되는 원본 피드를 통해 방송을 재개했다. KTVU 앵커 데니스 리치먼드와 일레인 코랄은 오클랜드 해당 지역에 전기가 아직 복구되지 않았기 때문에 방송국 주차장에서 보도를 시작했다.

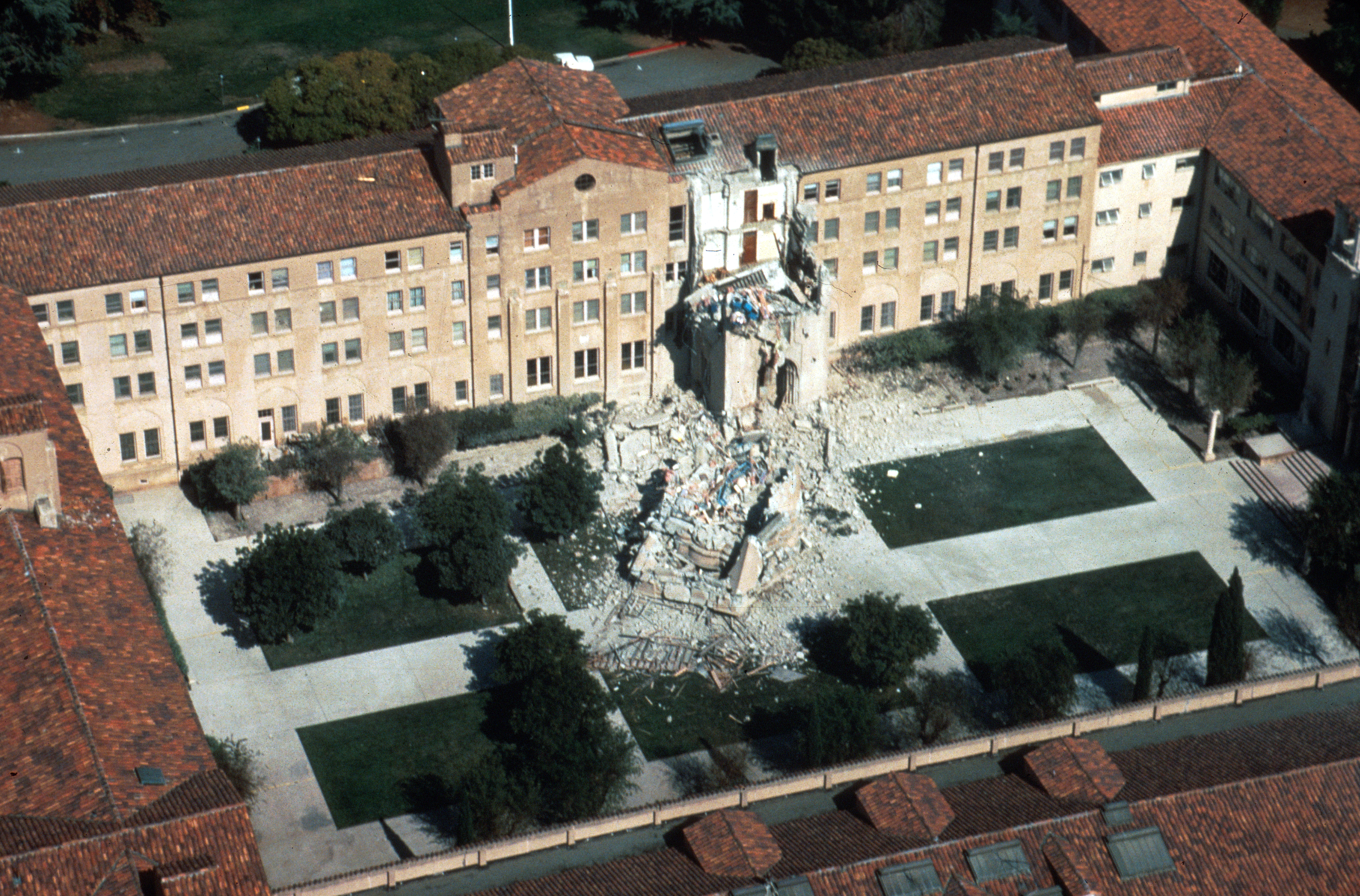
성 요셉 신학교의 5층 탑이 붕괴되어 1명이 사망했다.

캔들스틱 파크 안에서는 62,000명 이상의 팬들 중 절반 미만이 지진 발생 시 좌석에 착석했으며, 경기장 구조물에 가해지는 하중은 최대치보다 낮았다. 또한 이전에 상층부 콘크리트 방풍막에 대한 내진 보강 공사가 완료되어 심각한 피해나 심지어 치명적인 붕괴가 발생할 경우에도 많은 수의 부상을 막을 수 있었을 것이다. 팬들은 지진파가 경기장을 통과할 때 경기장이 연결된 방식으로 움직였으며, 조명 기둥이 수 피트씩 흔들리고, 콘크리트 상층부 방풍막이 수 피트 거리에서 파도처럼 움직였다고 보고했다. 경기장에 전원이 끊기자 누군가 경찰차를 경기장으로 몰고 들어왔고, 경찰관은 차량의 공공 주소 시스템을 사용하여 경기가 연기되었음을 알렸다. 흔들림이 잦아들자 양 팀의 많은 선수들은 즉시 관중석에서 가족과 친구들을 찾아 모은 후 시설을 대피했다.
지진을 보도한 1989년 10월 18일 NBC의 투데이는 동부 시간 정오까지 방송되었다. 브라이언트 검벨, 제인 폴리, 데보라 노빌은 (원래 특별 기념판을 제작할 계획이었던) 시카고에서 앵커를 맡았고, 밥 제이미슨과 돈 올리버는 샌프란시스코에서, 조지 루이스는 오클랜드에서 보도했다. 짐 미클라스제프스키와 밥 헤이거는 워싱턴에서 재난 대응을 취재했다. NBC 스포츠 해설가 밥 코스타스와 지미 세팔로는 이 지진이 1989년 월드 시리즈에 미칠 영향에 대해 논의했다.
월드 시리즈는 베이 지역이 복구 과정을 시작하는 동안 지연되었다. 양 팀의 경기장은 경미한 피해만 입었지만, 캔들스틱 파크의 전력 및 전송 연결 복구에는 며칠이 걸렸다. 10일 후(월드 시리즈 역사상 가장 긴 지연 기간), 3차전은 10월 27일 샌프란시스코에서, 4차전은 다음 날 오후에 열렸으며, 애슬레틱스는 자이언츠를 4-0으로 완파했다.
월드 시리즈 경기가 많은 생명을 구했을 가능성이 높다. 왜냐하면 평소라면 고속도로에 있었을 베이 지역 주민들이 지진이 닥쳤을 때 경기를 볼 준비를 하고 집에 있었기 때문이다. 이 구조물은 하루 19만 5천 대의 차량을 수송했다고 하니, 오후 5시 러시아워 동안 수천 명의 사람들이 사이프러스 구조물에 있었을 수도 있다는 추정은 대략적인 것이다.

## 같이 보기
- 1906년 샌프란시스코 지진
- 1971년 샌페르난도 지진
- 1989년 로마프리타 지진의 대중문화적 영향
- 노스리지 지진
- 지진공학
- 캘리포니아주의 지진 목록
- 미국의 지진 목록

## 참고 문헌
- ANSS, 〈Loma Prieta 1989〉, 《Comprehensive Catalog》, U.S. Geological Survey
- Bonilla, M. G. (1992), 〈Geologic and historical factors affecting earthquake damage〉, 《The Loma Prieta, California, Earthquake of October 17, 1989 – Marina District》, USGS Professional Paper 1551-F, Strong Ground Motion and Ground Failures, 미국 정부 출판국
- Dietz, L. D.; Ellsworth, W. L. (1997), 〈Aftershocks of the Loma Prieta earthquake and their tectonic implications〉, 《The Loma Prieta, California, Earthquake of October 17, 1989 – Aftershocks and Postseismic Effects》, USGS Professional Paper 1550-D, Earthquake Occurrence, 미국 정부 출판국
- Fradkin, Philip L. Magnitude 8: Earthquakes and Life Along the San Andreas Fault, University of California Press, 1999. ISBN 0-520-22119-2
- Housner, G. W. (1990), 《Competing Against Time – Report to Governor George Deukmejian from The Governor's Board of Inquiry on the 1989 Loma Prieta Earthquake》, 캘리포니아 주정부, 기획 및 연구실, ISBN 978-0-7881-4935-1
- McDonnell, J. A. (1993), 《Response to the Loma Prieta Earthquake》 (PDF), 미국 정부 출판국, ISBN 978-0-16-041730-6
- Palm, Risa; Michael E. Hodgson. After a California Earthquake: Attitude and Behavior Change, University of Chicago Press, 1992. ISBN 0-226-64499-5
- Sims, J. D.; Garvin, C. D. (1998), 〈Observations of multiple liquefaction events at Soda Lake, California, during the earthquake and its aftershocks〉, 《The Loma Prieta, California, Earthquake of October 17, 1989 – Liquefaction》, USGS Professional Paper 1551-B, Strong Ground Motion and Ground Failure, 미국 정부 출판국, 151–163쪽
- Yashinsky, M. (1998), 《The Loma Prieta, California, Earthquake of October 17, 1989 – Highway Systems》, USGS Professional Paper 1552-B, Performance of the Built Environment, 미국 정부 출판국, 1–191쪽

## 더 읽어보기
- Fuis, G. S.; Catchings, R. D.; Scheirer, D. S.; Bauer, K.; Goldman, M.; Earney, T. E.; Lin, G.; Zhang, E. (2022), “New Insights on Subsurface Geology and the San Andreas Fault at Loma Prieta, Central California”, 《Bulletin of the Seismological Society of America》 112 (6): 3121–3140, Bibcode:2022BuSSA.112.3121F, doi:10.1785/0120220037, ISSN 0037-1106, S2CID 252139737